# British Independent Film Awards 2000
La cerimonia di premiazione della 3ª edizione dei British Independent Film Awards si è svolta il 25 ottobre 2000 al Café Royal di Londra ed è stata presentata da Richard Blackwood.

## Vincitori e candidati
I vincitori sono indicati in grassetto.

### Miglior film indipendente britannico
- Billy Elliot, regia di Stephen Daldry
- La casa della gioia (The House of Mirth), regia di Terence Davies
- L'erba di Grace (Saving Grace), regia di Nigel Cole
- Un giorno a settembre (One Day in September), regia di Kevin Macdonald
- Last Resort, regia di Paweł Pawlikowski

### Miglior regista
- Stephen Daldry - Billy Elliot
- Nigel Cole - L'erba di Grace (Saving Grace)
- Terence Davies - La casa della gioia (The House of Mirth)
- Mike Leigh - Topsy-Turvy - Sotto-sopra (Topsy-Turvy)
- Paweł Pawlikowski - Last Resort

### Premio Douglas Hickox al miglior regista esordiente
- Kevin Macdonald - Un giorno a settembre (One Day in September)
- Jim Doyle - Going Off Big Time
- Ben Hopkins - Simon Magus
- Julian Nott - Weak at Denise
- Jamie Thraves - The Low Down

### Miglior sceneggiatura
- Lee Hall - Billy Elliot
- Craig Ferguson e Mark Crowdey - L'erba di Grace (Saving Grace)
- Johnny Ferguson - Gangster n. 1 (Gangster No. 1)
- Mark Herman - Prenditi un sogno (Purely Belter)
- Rowan Joffe e Paweł Pawlikowski - Last Resort

### Miglior attrice
- Gillian Anderson - La casa della gioia (The House of Mirth)
- Kate Ashfield - La partita - La difesa di Luzhin (The Luzhin Defence)
- Brenda Blethyn - L'erba di Grace (Saving Grace)
- Julie Walters - Billy Elliot
- Emily Watson - La partita - La difesa di Luzhin (The Luzhin Defence)

### Miglior attore
- Daniel Craig - Some Voices
- Paul Bettany - Gangster n. 1 (Gangster No. 1)
- Jim Broadbent - Topsy-Turvy - Sotto-sopra (Topsy-Turvy)
- Adrian Lester - Pene d'amor perdute (Love's Labour's Lost)
- Peter Mullan - Miss Julie

### Miglior esordiente sullo schermo
- Jamie Bell - Billy Elliot
- Chris Beattie - Prenditi un sogno (Purely Belter)
- Neil Fitzmaurice - Going Off Big Time
- Dina Korzun - Last Resort
- Lewis MacKenzie - Jimmy Grimble (There's Only One Jimmy Grimble)
- Greg McLane - Prenditi un sogno (Purely Belter)

### Miglior esordiente non sullo schermo
- Justine Wright - Un giorno a settembre (One Day in September)
- Damian Bromley - Going Off Big Time
- Alison Domintz - Hotel Splendide
- Igor Jadue-Lillo - The Low Down
- Courtney Pine - It Was an Accident

### Miglior produzione
- One Life Stand, regia di May Miles Thomas
- Gangster n. 1 (Gangster No. 1), regia di Paul McGuigan
- Going Off Big Time, regia di Jim Doyle
- It Was an Accident, regia di Metin Hüseyin
- Topsy-Turvy - Sotto-sopra (Topsy-Turvy), regia di Mike Leigh

### Miglior film indipendente straniero in lingua inglese
- Una storia vera (The Straight Story), regia di David Lynch
- 1 km da Wall Street (Boiler Room), regia di Ben Younger
- Betty Love (Nurse Betty), regia di Neil LaBute
- Chuck & Buck, regia di Miguel Arteta
- Jesus' Son, regia di Alison MacLean

### Miglior film indipendente straniero in lingua straniera
- Kadosh, regia di Amos Gitai
- Beau Travail, regia di Claire Denis
- Ceux qui m'aiment prendront le train, regia di Patrice Chéreau
- L'imperatore e l'assassino (Jing ke ci qin wang), regia di Chen Kaige
- Una relazione privata (Une liason pornographique), regia di Frédéric Fonteyne

### Produttore dell'anno
- Andrew Eaton

### Premio speciale della giuria
- Mike Figgis

### Premio alla carriera
- Colin Young